# Max Seidenspinner
Max Seidenspinner (Ingolstadt, 25 november 1912 – München, 3 juli 1990) was een Duits componist en dirigent. Voor bepaalde werken gebruikte hij het pseudoniem: Max Seidner.

## Levensloop
Seidenspinner kreeg op achtjarige leeftijd piano- en orgellessen bij Max Grau in zijn geboortestad. Na de school kreeg hij een opleiding als decorateur. Hij gaf al tijdens zijn beroepsopleiding zelf pianolessen. Op 1 april 1934 werd hij lid van het Muziekkorps van het 20e Beierse Infanterie-Regiment in Ingolstadt. Hij zelf was hoornist.
In 1937 huwde Seidenspinner. De familie was intussen naar Berlijn vertrokken toen op 24 september 1940 Max jr. geboren werd. Tijdens de Tweede Wereldoorlog, die hij zelf als lid van het 63e Infanterie-Regiment bij de inval van Duitse troepen in Polen meebeleefd had, studeerde hij van 1 april 1940 tot 24 maart 1943 aan de Statelijke academische muziek-hoogeschool, de voorganger van de Universiteit van de Kunsten in Berlijn. Zijn compositie-leraar was Hermann Wunsch, die hem al spoedig, samen met een Spaanse en Roemeense student, in zijn meesterklas opgenomen heeft. Zijn eerste grote compositie Romantische Szene (1942) werd tussen 1942 en 1945 meerdere malen door de Berlijnse omroep uitgezonden. Verdere leraren in Berlijn waren voor hoorn, Prof. Bräutigam en voor piano Prof. Rößler. Op 24 maart 1943 behaalde hij het diploma als Musikmeister.
In mei 1943 werd hij aan de front in het Oosten bij Orjol dirigent van een Regiments-muziekkorps. Later werden vele muziekkorpsen opgelost en de muzikanten kwamen ook aan de wapens. Het einde van de Tweede Wereldoorlog beleefde Seidenspinner als luitenant in Döbeln. Op 9 mei 1945 kwam hij in Amerikaanse gevangenschap, uit die hij op 21 mei 1945 weer vrij kwam en naar zijn familie in Ingolstadt terugging.
Na de oorlog speelde hij samen met andere muzikanten in een kleine groep bij feestelijkheden van de Amerikaanse troepen in Ingolstadt. Zijn voormalige professor Hermann Wunsch maakte hem het aanbod als docent voor muziektheorie aan de toenmalige Hochschule für Musik in Berlijn te beginnen. Maar Seidenspinner wilde zijn bakermat niet verlaten.
Voor de oorlog beheersten de militaire kapellen de instrumentale muziek in Ingolstadt, vooral de concerten in het Luitpoldpark en op het marktplein voor het radhuis. In 1948 was Seidenspinner een van de medeoprichters van een harmonieorkest, het Ingolstädter Blasorchester, dat deze traditie opnieuw beleefde.
Later vertrok hij met zijn familie naar München en werd op 14 mei 1956 dirigent van het harmonieorkest Münchner Postillione en van het mannenkoor Post. Met dit orkest was hij in 1958 op het Wereld Muziek Concours in Kerkrade succesrijk. Naast deze werkzaamheden was hij Bundesdirigent van de Musikbund für Ober- und Niederbayern.
Seidenspinner was niet alleen een uitstekend bewerker (o.a. bewerkte hij de Schneewalzer van Thomas Koschat voor harmonieorkest), maar ook een heel bekend componist.

## Composities

### Werken voor orkest
- Blitzsaubere Mädchen
- Hoffnungsstrahl, galop
- Liebes-Vals
- Tangoenthüllungen
- Rumba-Prima

### Werken voor harmonieorkest
- 1942 Romantische Szene, voor groot harmonieorkest
- 1942 Bayerische Bauernpolka, voor harmonieorkest
- 1942 Symphonischen Variationen, voor harmonieorkest
- 1943 Auf gute Kameradschaft, mars
- 1948 Fischer-Suite
- Der verhexte Walzer
- Fughetta Bavaria
- Grad zünftig
- Jubilate
- Kleines Konzert, voor harmonieorkest
- S´ blitzt und kracht, galop
- Schneidige Buam
- Tanz beim Stießerer
- Treurmars
- Ulmer Spatzen, mars
- Verliebter Postillion, Intermezzo
- Wendypolka
- Widmung
- Zitterer, Polka
- Zwei Tänze aus Bayern
  1. Sepperl-Polka
  2. Auf Brautschau (Rheinländer)

### Werken voor koren
- 1942 Alter Totentanz, voor mannenkoor en orkest

### Kamermuziek
- 1942 Blazerskwintet
- 1949 Streichtrio, voor twee violen en tenorviool
- Klaviertrio in C
- Trio Sonate, voor viool, cello en piano
- Variationen über „Kommt ein Vogerl geflogen", voor viool en piano